# Mercus-Garrabet
Mercus-Garrabet is een gemeente in het Franse departement Ariège (regio Occitanie). De plaats maakt deel uit van het arrondissement Foix. Mercus-Garrabet telde op 1 januari 2022 1.226 inwoners.

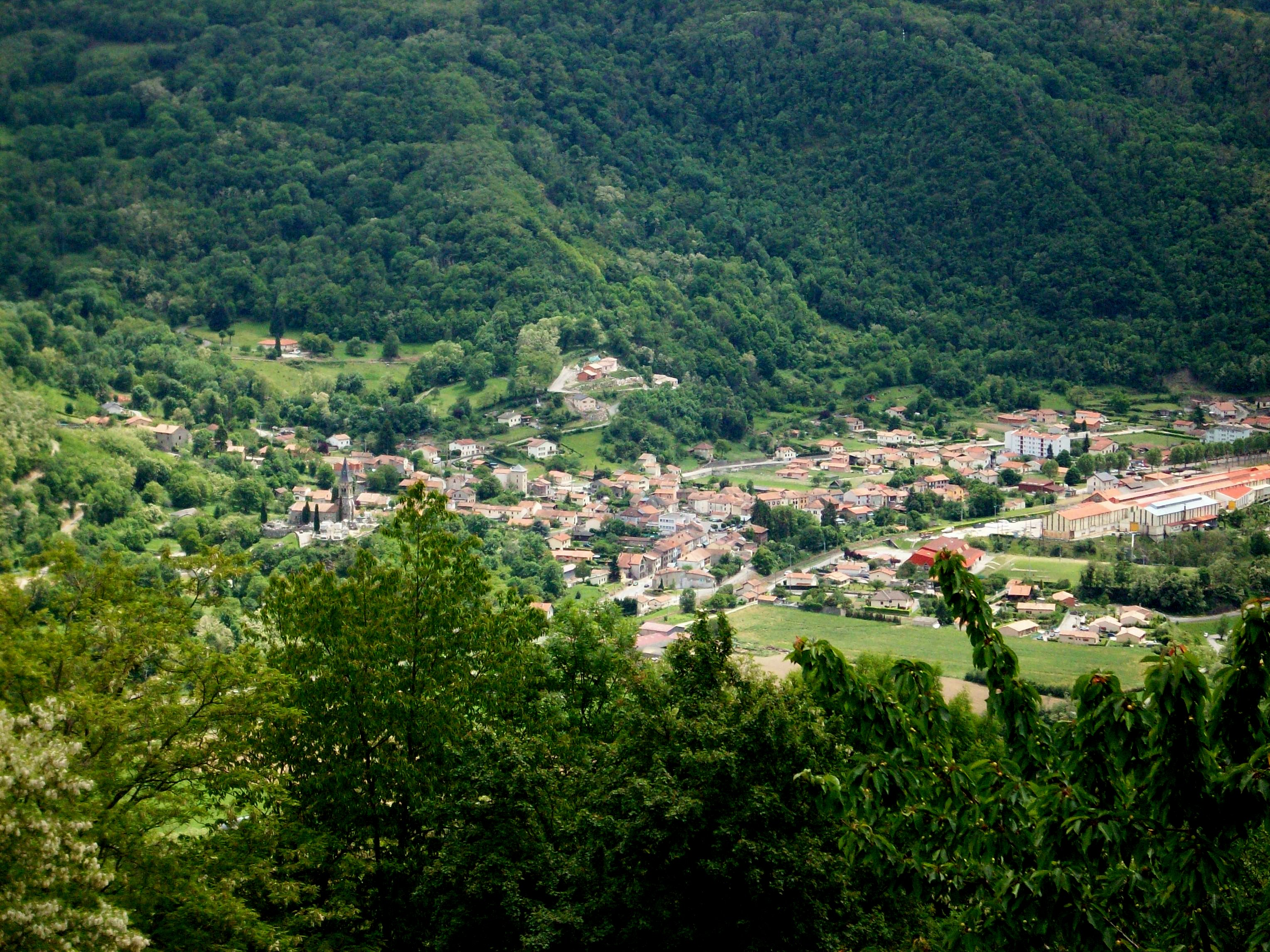
Mercus
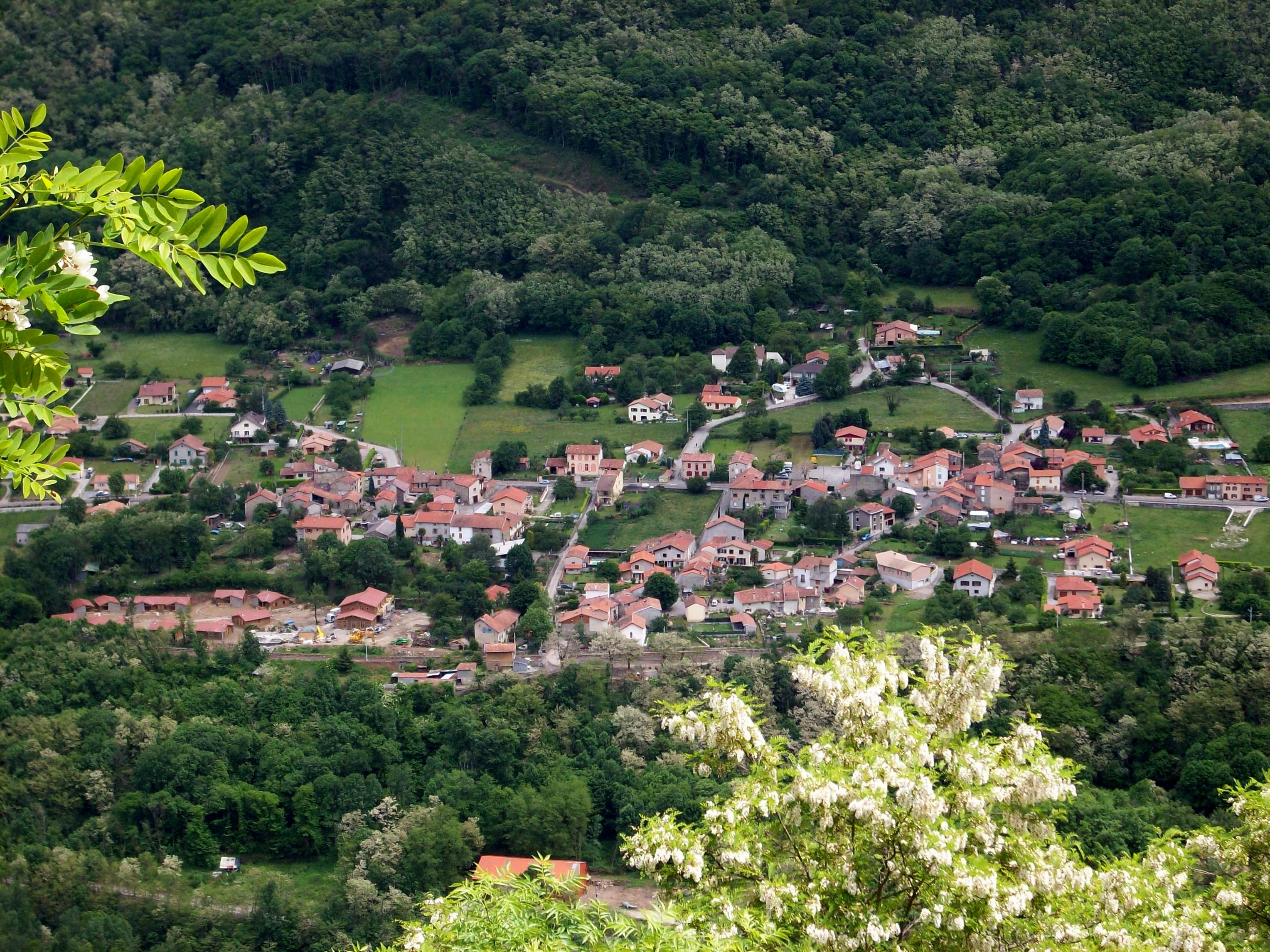
Garrabet
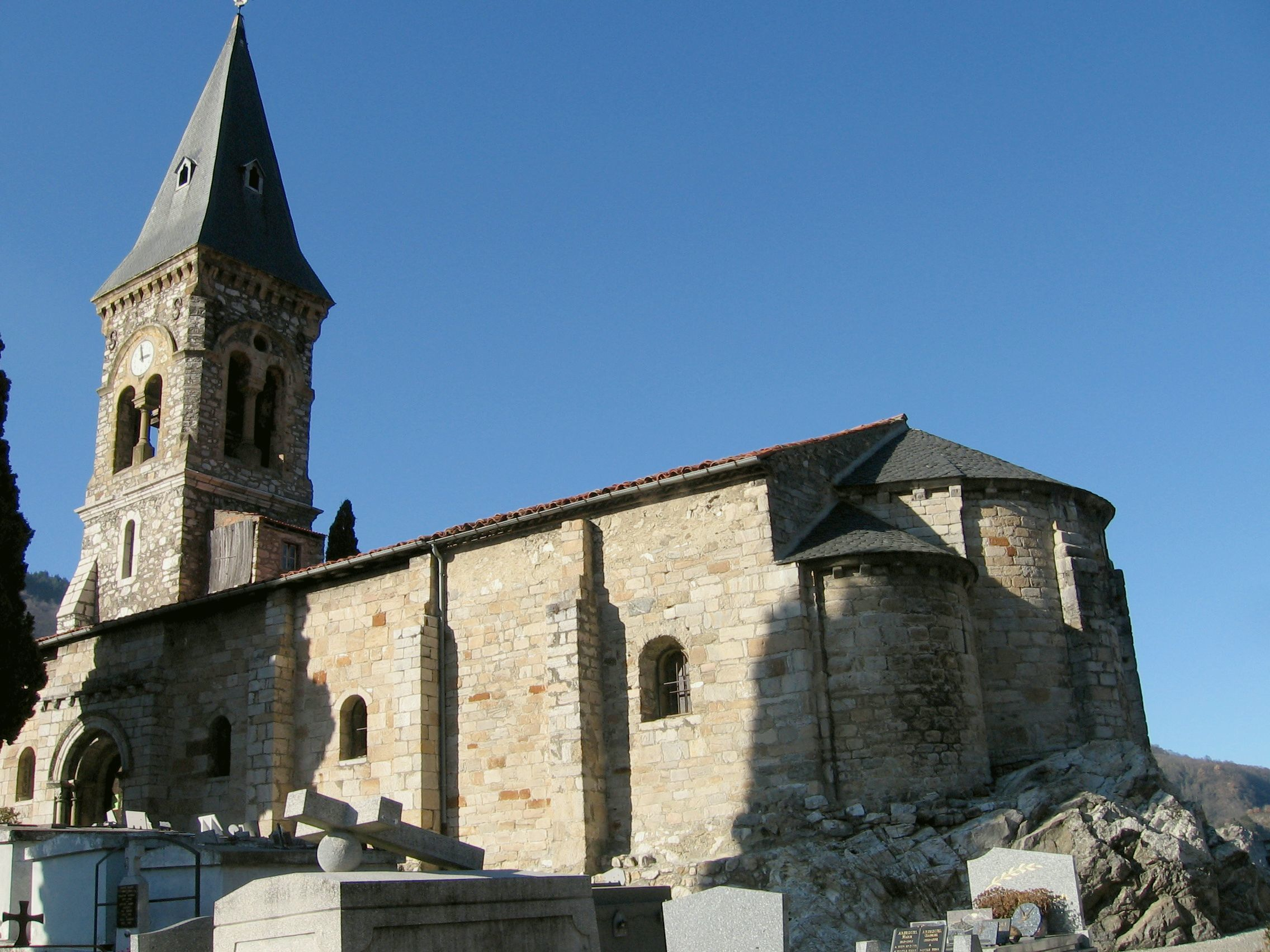
Kerk van Mercus

## Geografie
De oppervlakte van Mercus-Garrabet bedroeg op 1 januari 2022 14,79 vierkante kilometer; de bevolkingsdichtheid was toen 82,9 inwoners per km².
De onderstaande kaart toont de ligging van Mercus-Garrabet met de belangrijkste infrastructuur en aangrenzende gemeenten.

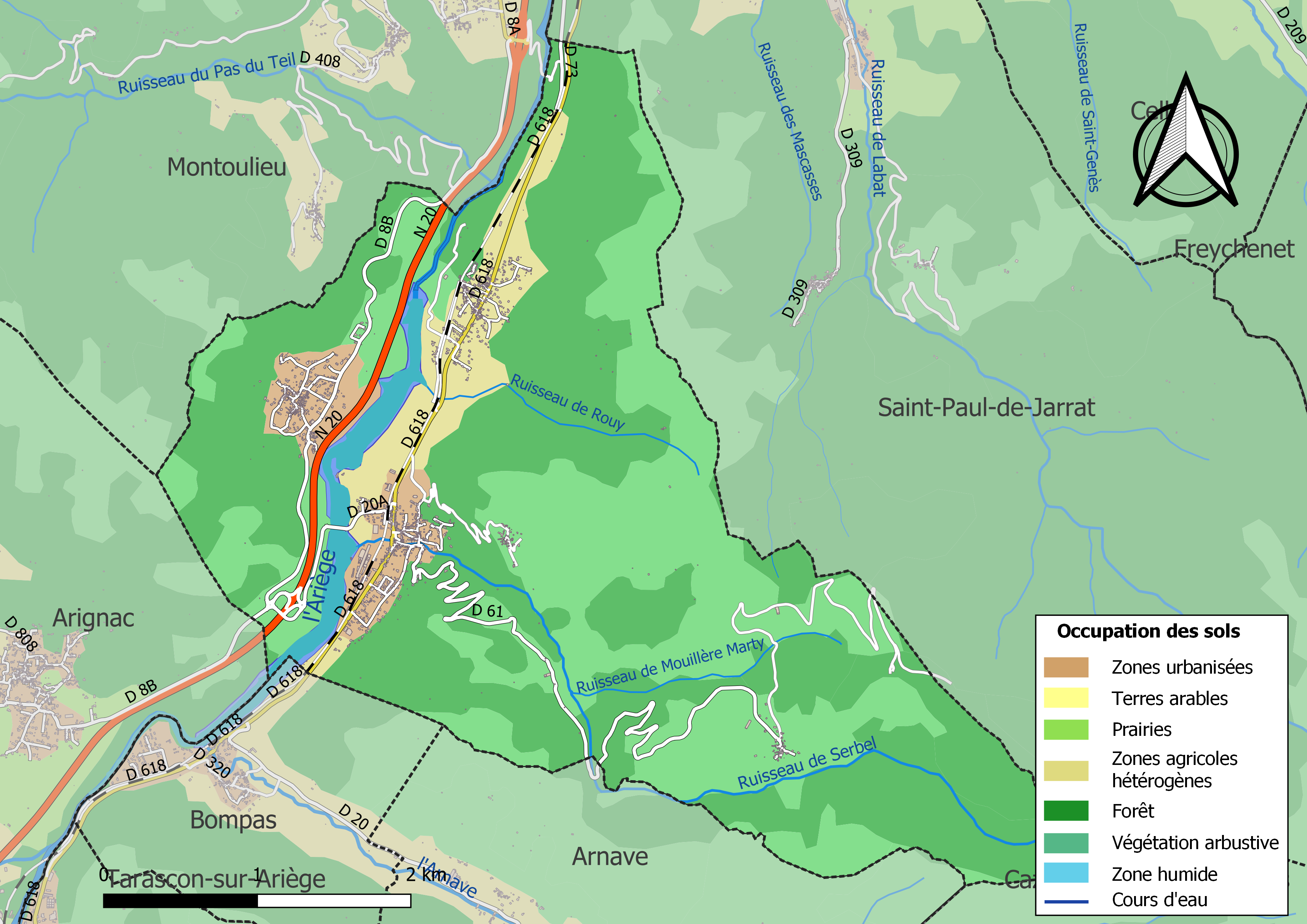

## Demografie
Onderstaande figuur toont het verloop van het inwonertal (bron: INSEE-tellingen).

Vanwege een beveiligingsprobleem met de MediaWiki Graph-software is het momenteel niet mogelijk deze grafiek weer te geven. Zodra de software is bijgewerkt zal de grafiek vanzelf weer zichtbaar worden.